# Um Só Coração
Um Só Coração é uma minissérie brasileira produzida e exibida pela TV Globo de 6 de janeiro a 8 de abril de 2004, em 53 capítulos.
Escrita por Maria Adelaide Amaral e Alcides Nogueira, com colaboração de Lúcio Manfredi e Rodrigo Arantes do Amaral, teve direção de Marcelo Travesso, Ulysses Cruz e Gustavo Fernandez. A direção geral foi de Carlos Araújo e de núcleo de Carlos Manga.
Conta com as atuações de Ana Paula Arósio, Erik Marmo, Edson Celulari, Daniela Escobar, Cássia Kiss, Maria Fernanda Cândido, Marcello Antony e Daniel de Oliveira.
A minissérie foi desenvolvida como homenagem aos 450 anos da cidade de São Paulo.

## Enredo
Quando Yolanda Penteado (Ana Paula Arósio) e Martim Paes (Erik Marmo) se conhecem, no início da década de 1920, ela é uma princesinha do café e ele, filho de uma família tradicional empobrecida. Martim Paes de Almeida é um jovem estudante de medicina que simpatiza com o movimento anarquista. Sua atividade política, totalmente clandestina, acaba lhe rendendo problemas. Quando ele e Yolanda se apaixonam, Guiomar (Cássia Kis), mãe da moça, é terminantemente contra o namoro da filha com um anarquista, bem como o irmão mais velho, Juvenal (Cássio Gabus Mendes). Pior: ela decide casá-la com o primo Fernão (Herson Capri), como era da vontade de seu falecido marido. A partir daí, uma série de intrigas e mal-entendidos separam Yolanda de Martim. Mas uma coisa é certa: um jamais conseguirá esquecer o outro.
Yolanda, com sua determinação, inteligência e beleza, provoca um escândalo na sociedade paulistana da época: após descobrir a traição do marido com sua melhor amiga, Elisa (Fernanda Paes Leme), opta pelo desquite num tempo em que muitas mulheres se resignavam. Admirada por todos por sua beleza e personalidade, Yolanda tem entre seus pretendentes Alberto Santos Dumont (Cássio Scapin), o "Pai da Aviação", e o jornalista Assis Chateaubriand (Antônio Calloni). Após o casamento fracassado com Fernão, Yolanda encontra Francisco Matarazzo Sobrinho (Edson Celulari), o Ciccillo Matarazzo, dono do maior parque industrial de São Paulo e fundador do MAM (Museu de Arte Moderna), em 1948. Ambos manterão uma relação de admiração e respeito mútuos, além do espírito empreendedor nas artes. As aventuras amorosas de Ciccillo e o amor de Yolanda por Martim não afetam a amizade do casal.
A família Sousa Borba representa a decadência da sociedade paulistana após a queda da Bolsa de Nova York em 1929. Coronel Totonho (Tarcísio Meira) é um dos donos de fazenda de café da época que perde tudo e se decide por um trágico destino: o suicídio. O casarão da família é um símbolo da transformação da cidade. Após a crise de 29, o palacete vira um bordel e, após a década de 1930, uma pensão que recebe imigrantes. O maior problema da vida de Maria Luísa (Letícia Sabatella), filha de Totonho, é seu pai, que não lhe permite nada. E tudo fica ainda mais difícil depois que ela se apaixona por Madiano Mattei (Ângelo Antônio), um pintor anarquista e pobretão. Mas o destino também a separa de seu pintor. Grávida de Madiano, ela o deixa partir para tentar uma vida melhor na França e esconde dele a filha que espera. Enquanto isso, Maria Luísa aceita se casar com Samir (Leopoldo Pacheco), um libanês que enriquecera com o comércio de tecidos. Mas essa união encontra uma série de percalços, como a oposição de Sálua (Ana Lúcia Torre), mãe de Samir, contra o casamento. E o fato de Maria Luísa esconder do marido que tivera uma filha com Madiano, agora adotada por Yolanda.
Na família Sousa Borba, tudo é permitido a Rodolfo (Marcello Antony), um homem sem escrúpulos e mau-caráter que desperdiça o dinheiro da família no jogo. Mas é extremamente másculo, o que não se pode dizer do seu irmão, Bernardo (Daniel de Oliveira), outro filho de Totonho. Inteligente, íntegro e sensível, não segue o modelo de masculinidade valorizado pelo pai. Por isso, o coronel chega a contratar uma governanta com o intuito de convencê-la a seduzir o filho. Ela é Ana Schmidt (Maria Fernanda Cândido). O desprezo do coronel pelo filho tem um motivo maior: a desconfiança de traição de Margarida (Bruna di Tullio), sua falecida mulher. Filha do anarquista Ernesto da Silva (Celso Frateschi), perseguido por Totonho, Ana aceita trabalhar no casarão em troca da liberdade do pai. Mas ela se tornará uma obsessão para Rodolfo, que fica boquiaberto com sua beleza. Ela encontra o amor nos braços de Joaquim (Renato Scarpin), um padeiro português. Mas a união dos dois causa a ira de Rodolfo, que não desiste de alcançar seu objeto de desejo. Quem sofre com isso é Elisa, casada com Rodolfo, mas que encontra um pouco de carinho nos braços de Fernão, marido de sua melhor amiga Yolanda.
Em meio a todos esses dramas, os artistas da época se unem para a Semana de Arte Moderna de 1922, a partir da ideia da francesa Marinette (Tuna Dwek), esposa do mecenas Paulo Prado (Tato Gabus Mendes). Da Semana de 22, despontam figuras importantes para a história e para a minissérie, como Mário de Andrade (Pascoal da Conceição), Anita Malfatti (Betty Gofman), Tarsila do Amaral (Eliane Giardini), Oswald de Andrade (José Rubens Chachá) e Lasar Segall (Paulo Leão), entre outros.

## Elenco
| Interprete             | Personagem                          |
| ---------------------- | ----------------------------------- |
| Ana Paula Arósio       | Yolanda Penteado                    |
| Edson Celulari         | Cicillo Matarazzo                   |
| Erik Marmo             | Martim Paes de Almeida              |
| Cássia Kiss            | Guiomar Penteado                    |
| Herson Capri           | Fernão Queiróz Chaves               |
| Maria Fernanda Cândido | Ana Schmidt                         |
| Marcello Antony        | Rodolfo Sousa Borba                 |
| Letícia Sabatella      | Maria Luísa Sousa Borba             |
| Daniel de Oliveira     | Bernardo Sousa Borba                |
| Ângelo Antônio         | Madiano Mattei                      |
| Eliane Giardini        | Tarsila do Amaral                   |
| Antônio Calloni        | Assis Chateaubriand                 |
| Helena Ranaldi         | Lídia Rosenberg                     |
| Carlos Vereza          | David Rosemberg                     |
| Débora Falabella       | Raquel Rosenberg                    |
| Daniela Escobar        | Soledad                             |
| Júlia Feldens          | Maria Laura Sousa Borba             |
| Max Fercondini         | João Cândido Sousa Borba (Candinho) |
| Fernanda Paes Leme     | Elisa Furtado                       |
| Murilo Rosa            | Frederico Schmidt da Silva          |
| Leandra Leal           | Úrsula Schmidt da Silva (Ucha)      |
| José Rubens Chachá     | Oswald de Andrade                   |
| Cássio Gabus Mendes    | Juvenal Penteado                    |
| Glória Menezes         | Camila Matarazzo                    |
| Rodrigo Penna          | Miragaia                            |
| Luís Mello             | Cândido Portinari                   |
| Miriam Freeland        | Pagu                                |
| Marcos Winter          | Luís Martins Gonçalves              |
| Betty Gofman           | Anita Malfatti                      |
| Pascoal da Conceição   | Mário de Andrade                    |
| Ranieri Gonzalez       | Menotti Del Pichia                  |
| Cássio Scapin          | Santos Dumont                       |
| Ariclê Perez           | Madame Claire                       |
| Mila Moreira           | Lola Flores                         |
| Dira Paes              | Magnólia                            |
| Cláudio Jaborandy      | Raimundo                            |
| Celso Frateschi        | Ernesto da Silva                    |
| Lú Grimaldi            | Frida Schmidt da Silva              |
| Selma Egrei            | Olívia Guedes Penteado              |
| Paula Manga            | Gilda Arantes                       |
| Marly Bueno            | Lúcia                               |
| Renato Scarpin         | Joaquim                             |
| Sérgio Viotti          | Samuel Rosenberg                    |
| Daniel Ávila           | Rudá de Andrade                     |
| Carlos Sato            | Kazuo Fujihara                      |
| Miwa Yanagizawa        | Harumi Fujihara                     |
| Renata Sayuri          | Rita Fujihara                       |
| Cláudio Fontana        | Jayme Penteado                      |
| Gabriella Hess         | Guiomarita Penteado                 |

### Participações especiais
| Interprete            | Personagem                               |
| --------------------- | ---------------------------------------- |
| Fernanda Torres       | Fernanda Montenegro (jovem)              |
| Tarcísio Meira        | Antônio de Sousa Borba (Coronel Totonho) |
| Bruna di Tullio       | Margarida Sousa Borba                    |
| Mauro Mendonça        | Bento Crispino Macedo                    |
| Emílio Orciollo Netto | Cassiano Gabus Mendes                    |
| Marcelo Escorel       | Vianinha                                 |
| Raul Cortez           | Rogério                                  |
| Yoná Magalhães        | Lígia do Amaral                          |
| Paulo Goulart         | Avelino                                  |
| Paulo José            | Dr. Varella                              |
| Emiliano Queiroz      | Juca do Amaral                           |
| Paulo Leão            | Lasar Segall                             |
| Tato Gabus Mendes     | Paulo Prado                              |
| Pedro Paulo Rangel    | Senador Freitas Valle                    |
| Chica Xavier          | Isolina                                  |
| Maria Luísa Mendonça  | Maria Bonomi                             |
| Luigi Baricelli       | Wálter Forster                           |
| Fernanda Souza        | Dulce Amaral                             |
| Flávia Guedes         | Gilda de Melo e Sousa                    |
| Ana Lúcia Torre       | Sálua Schaim                             |
| Camila Morgado        | Cacilda Becker                           |
| Irving São Paulo      | Geraldo Ferraz                           |
| André Frateschi       | Flávio de Carvalho                       |
| Theodoro Cochrane     | Mário Martins                            |
| Jonathan Nogueira     | Camargo                                  |
| Marco Pigossi         | Dráusio                                  |
| Elias Gleizer         | Padre Cícero                             |
| José Augusto Branco   | Dr. Araújo                               |
| Jorge Pontual         | Dom Honorato Vilela                      |
| Ruy Rezende           | Blaise Cendrars                          |
| Stephan Nercessian    | Terêncio                                 |
| Adriano Garib         | Dr. Osório César                         |
| Marly Bueno           | Lúcia                                    |
| Maria Clara Mattos    | Rosa                                     |
| Charles Myara         | Raul Bopp                                |
| Etty Fraser           | Dona Ita                                 |
| Caio Junqueira        | Oswald de Andrade Filho (Nonê)           |
| Júlia Almeida         | Maria Adelaide Amaral (jovem)            |
| Omar Docena           | Caio                                     |
| João Vitti            | Abílio Pereira de Almeida                |
| Amanda Lee            | Moema                                    |
| Bruno Giordano        | Franco Zampari                           |
| Marco Antônio Gimenez | Lorival Gomes Machado                    |
| Fernando Alves Pinto  | Alberto Cavalcanti                       |
| Viviane Araújo        | Eglantine                                |
| Marcelo Várzea        | Guilherme de Almeida                     |
| Christiana Guinle     | Danuza                                   |
| Leopoldo Pacheco      | Samir Schaim                             |
| Magda Gomes           | Maria José                               |
| Mika Lins             | Elvira                                   |
| Nina Morena           | Odila Pujol                              |
| Juliano Righetto      | Waldemar Belizário                       |
| Edward Boggis         | Gabriel                                  |
| Tuna Dwek             | Marinette Prado                          |
| Renata Sayuri         | Rita                                     |
| Juliana Lohmann       | Antônia Penteado                         |
| Rafael Baronesi       | Rubens                                   |
| Alcides Nogueira      | Dr.Nogueira Pinto                        |
| Maria Eduarda Manga   | Maria Laura Sousa Borba (criança)        |
| Tamara Ribeiro        | Érica Schmidt da Silva                   |
| Igor Adamovich        | João Cândido Sousa Borba (criança)       |
| Isabela Cunha         | Úrsula "Ucha" Schmidt da Silva (criança) |
| Daniel Henrique       | Frederico Schmidt da Silva (criança)     |
| Lucas Maia            | Nonê (criança)                           |
| Fernanda Montenegro   | ela mesma                                |
| Eva Wilma             | ela mesma                                |
| Cleyde Yáconis        | ela mesma                                |
| John Herbert          | ele mesmo                                |
| Zélia Gattai          | ela mesma                                |
| Tônia Carrero         | ela mesma                                |
| Paulo Autran          | ele mesmo                                |
| Vida Alves            | ela mesma                                |

## Exibição

### Outras Mídias
Nunca reprisada, foi disponibilizada na íntegra pelo Globoplay em 12 de junho de 2023, como parte do Projeto Resgate.

## Trilha sonora
Capa: Ana Paula Arósio
1. Too Young - Roger Henri
2. Soledad - Roger Henri
3. Os Rios que Correm pro Mar - Teresa Cristina
4. Família Alemã - Roger Henri
5. Um Só Coração (adaptação da SINFONIA No 5 OP.64) - Roger Henri
6. Tum Balalaica - Gilbert
7. Rapaziada do Braz - Jair Rodrigues
8. João de Barro/ Cabocla Teresa - Trovadores Urbanos
9. In the Blue of the Evening - Frank Sinatra & Tommy Dorsey
10. Coração Sozinho (adaptação de Apenas um Coração Solitário) - Roger Henri
11. Viola Quebrada - Trovadores Urbanos
12. Ária Paulistana (adaptação da Sinfonia n. 5 Op.64) - Isabella Taviani